# St. Mariä Himmelfahrt (Bracht)

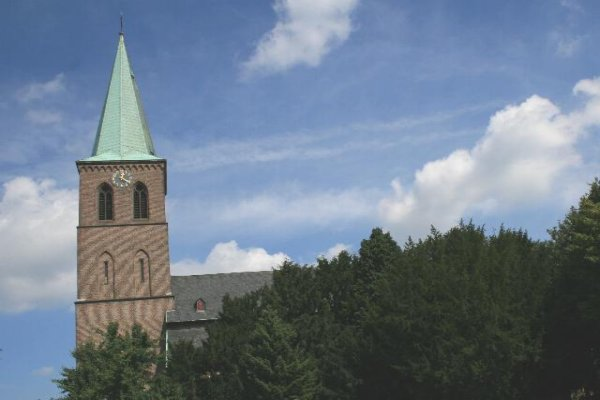
St. Mariä Himmelfahrt (Bracht)

Wappen von Bracht vom 12. Jahrhundert mit der Patronin der Kirche

Die katholische Pfarrkirche St. Mariä Himmelfahrt ist ein denkmalgeschütztes Kirchengebäude in Bracht, einem Ortsteil von Brüggen im Kreis Viersen (Nordrhein-Westfalen).

## Geschichte und Architektur
Die dreischiffige, kreuzrippengewölbte Pseudobasilika steht auf dem ehemaligen befestigten aufgelassenen Friedhof. Sie wurde 1484 in Backstein und Tuff mit einem Chor in 5/8-Schluss errichtet. Der Westturm stürzte 1830 ein und wurde danach als viergeschossiger Backsteinturm in Formen der frühen Neugotik gebaut. Der beschädigte Teil des Langhauses wurde erneuert. Die Höhe des Kirchturmes beträgt 49,70 m (mit Kreuz und Wetterhahn 53 m). Der Glasmalereizyklus von 1890 stammt aus der Werkstatt Atelier F. Nicolas en Zonen aus Roermond. Die Rahmungen in den Seitenschiffen wurden vor 1970 von E. Pauli ergänzt.

## Ausstattung
- Der Hochaltar von der Mitte des 18. Jahrhunderts stammt aus der untergegangenen Kreuzbrüderkirche in Dülken
- Die Madonnenfigur wurde wohl im Werkstattkreis des J. F. van Helmont angefertigt
- Die Seitenaltäre sind von der Mitte des 18. Jahrhunderts, die Altarblätter aus der Zeit um 1900
- Im nördlichen Altar steht eine Figur der hl. Katharina von Friedrich Stummel
- Die Kanzel wurde 1830 fast vollständig erneuert
- Zwei Beichtstühle wurden zum Ende des 18. Jahrhunderts gebaut, der dritte Beichtstuhl wurde hinzugearbeitet
- Das Chorgestühl von 1783 ist wohl aus der Kreuzbrüderkirche in Dülken
- Die 1830 schwer beschädigte Orgel wurde 1832 von P. Müller mit einem Werk und Gehäuse in barocker Tradition wiederhergestellt. Bei der Restaurierung 1968 wurden die mechanische Traktur und der Spieltisch erneuert
- Eine geschnitzte thronende Muttergottes aus der Zeit um 1420 steht in einem Gehäuse des 18. Jahrhunderts. Die Arme des Kindes und ein Arm der Maria wurden barock erneuert. Der Sockel und die Sitzbank wurden 1894 neugotisch überarbeitet und die Figur wurde neu gefasst
- Die bäuerliche Figur des Ecce homo wurde um 1500 hergestellt[2]
- Im Jahr 1949 lieferte die renommierte Glockengießerei Otto aus Bremen-Hemelingen ein vierstimmiges Bronzeglockengeläute. Die Glocken erklingen auf: es′ – f′ – g′ – as′. Ihre Durchmesser sind: 1340 mm, 1180 mm, 1050 mm und 890 mm. Die Glocken haben folgende Gewichte: 1650 kg, 1160 kg, 820 kg und 690 kg.[3][4]